# Trinomys myosuros
Espèce
Synonymes

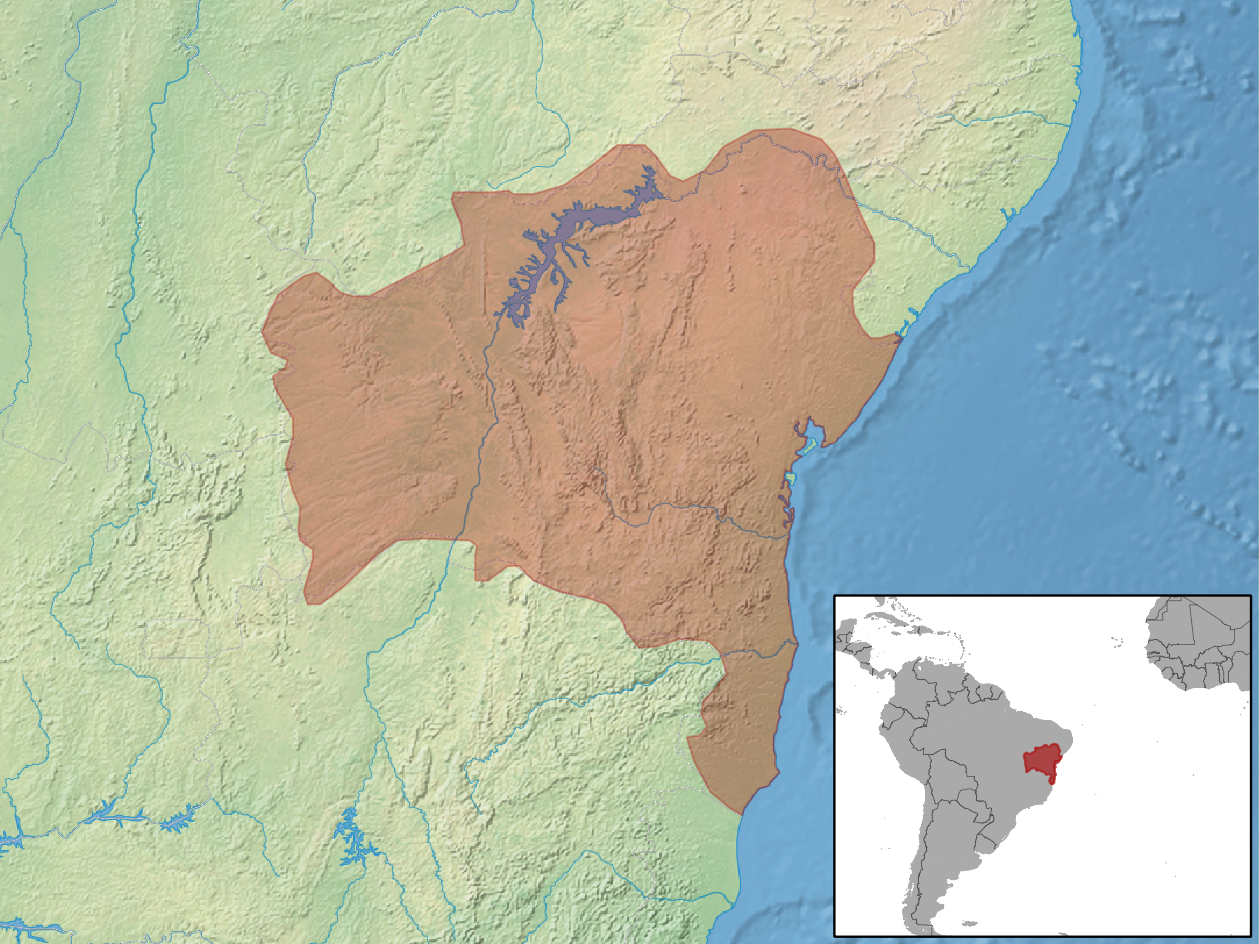
Répartition de l'espèce.

- Proechimys myosuros (Lichtenstein, 1820)
- etc.

Statut de conservation UICN

 LC  : Préoccupation mineure
Trinomys myosuros est une espèce de mammifères rongeurs de la famille des Echimyidae qui regroupe des rats épineux originaires d'Amérique latine.
Synonymes :
- Proechimys myosuros (Lichtenstein, 1820)
- T. cinnamomeus (Lichtenstein, 1830)
- T. leptosoma (Brants, 1827)